# Saint-Georges-sur-Baulche
Saint-Georges-sur-Baulche é uma comuna francesa na região administrativa de Borgonha-Franco-Condado, no departamento de Yonne. Estende-se por uma área de 9,6 km². Em 2010 a comuna tinha 3 373 habitantes (densidade: 351,4 hab./km²).